# دانشگاه پیورا
دانشگاه پیورا (به اسپانیایی: Universidad de Piura) یک دانشگاه در پرو است که در منطقه پیورا واقع شده‌است.